# Fischerpfad
Der Fischerpfad (portugiesisch Trilho dos Pescadores, englisch Fisherman’s Trail) ist ein Wanderweg in Portugal mit einer Länge von 226,5 km. Er liegt im Naturpark südwestliches Alentejo und Vicentinische Küste und gehört zu dessen Wanderwegsystem.
Der Wanderweg entspricht dem Entwicklungs- und Tourismuskonzept der Region, das keinen organisierten Massentourismus anstrebt, sondern sich an Individualreisende wendet und einen naturnahen und schonenden Fremdenverkehr verfolgt. Eine Reihe kleiner, inhabergeführter Gastronomie- und Herbergsbetriebe (meist des Turismo rural) hat sich in der Folge hier angesiedelt. Im Netzwerk Casas Brancas (dt.: weiße Häuser) haben sich beispielsweise 40 kleinere Unterkünfte und 20 Restaurants zusammengeschlossen.

## Verlauf

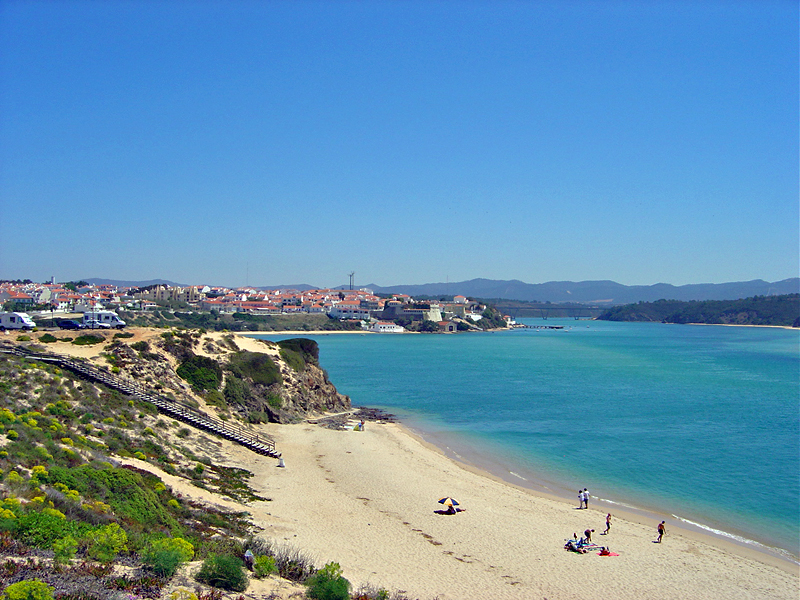
Vila Nova de Milfontes, an der Mündung des Rio Mira

Der Fischerpfad (ursprünglicher Verlauf in der Karte blau gezeichnet) ist Teil der Rota Vicentina (in der Karte grün und blau markiert), des Wanderwegsystems des Parque Natural do Sudoeste Alentejano e Costa Vicentina, einem Naturpark an der südwestlichen Küste Portugals.
Der Pfad verläuft dabei häufig direkt auf der Felsküste oder gar direkt über Abschnitte von Sandstränden, aber auch in Waldstücken und entlang von Kulturlandschaften.
Ursprünglich verlief er in vier Etappen über 75 km entlang mehrerer Fischerdörfer:
- Etappe 1: Porto Covo (Marktplatz) – Vila Nova de Milfontes (Turismo-Büro): 20 km, anspruchsvoll
- Etappe 2: Vila Nova de Milfontes (Turismo-Büro) – Longueira/Almograve (Straßenende in Almograve): 15 km, einfach
- Etappe 3: Longueira/Almograve (Straßenende Almograve) – Zambujeira do Mar (Kapelle Nossa Senhora do Mar): 22 km, mittelschwer bis einfach
- Etappe 4: Zambujeira do Mar (Kapelle Nossa Senhora do Mar) – Odeceixe (Klippe über dem Strand von Odeceixe): 18 km, mittelschwer bis einfach

Dazu kamen fünf ergänzende Teilstücke:
- Circuito Praia de Odeceixe (Rundweg Strand von Odeceixe), 9 km
- Circuito Praia da Amoreira (Rundweg Strand von Amoreira), 6 km
- Circuito Ponta da Atalaia (Rundweg des kleinen Kaps Ponta da Atalaia), 14 km
- Circuito Pontal da Carrapateira (Rundweg des Küstenvorsprungs von Carrapateira), 10 km
- Circuito Praia do Telheiro (Rundweg Strand von Telheiro), 6 km

Inzwischen ist der Weg auf 13 Etappen über 226,5 km gewachsen (Stand: Februar 2023):
- Etappe 1: São Torpes (Strand) – Porto Covo (Marktplatz): 9,7 km, leicht
- Etappe 2: Porto Covo (Marktplatz) – Vila Nova de Milfontes (Turismo-Büro): 19,4 km, mittel
- Etappe 3: Vila Nova de Milfontes (Turismo-Büro) – Longueira/Almograve (Straßenende in Almograve): 14,7 km, mittel
- Etappe 4: Longueira/Almograve (Straßenende Almograve) – Zambujeira do Mar (Kapelle Nossa Senhora do Mar): 21,5 km, mittel
- Etappe 5: Zambujeira do Mar (Kapelle Nossa Senhora do Mar) – Odeceixe (Klippe über dem Strand von Odeceixe): 18,9 km, mittel
- Etappe 6: Odeceixe (Klippe über dem Strand von Odeceixe) – Aljezur: 22,6 km, mittel
- Etappe 7: Aljezur – Arrifana: 17,1 km, mittel
- Etappe 8: Arrifana – Carrapateira: 19,5 km, mittel
- Etappe 9: Carrapateira – Vila do Bispo: 15,3 km, mittel
- Etappe 10: Vila do Bispo – Sagres: 20,2 km, mittel
- Etappe 11: Sagres – Salema: 19,5 km, schwer
- Etappe 12: Salema – Luz: 11,5 km, mittel
- Etappe 13: Luz – Lagos: 10,7 km, leicht

## Film und Fernsehen
Gelegentlich wird in Reisefilmen und Reportagen zur Region auch über den Fischerpfad berichtet. In der SWR-Doku Der Fischerpfad – Wandern im Südwesten Portugals (2022, Regie Lourdes Picareta) wird er als einer der schönsten Wanderwege weltweit bezeichnet.
2013 erschien mit Trilho dos Pescadores / Fischerpfad / Fisherman’s trail  eine DVD, die in deutsch- und englischsprachigen Versionen den Fischerpfad in einer 15-minütigen Doku von Barbara und Bob Rose und einem Beiheft vorstellt. Auch der ebenfalls als DVD veröffentlichte Film Portugal der Wanderfilm von Silke Schranz und Christian Wüstenberg würdigt den Fischerpfad und widmet ihm einige Aufmerksamkeit.